# Evro
Evro (oz. euro, oznaka €, mednarodna oznaka po ISO 4217: EUR) je denarna enota v 20 državah Evropske monetarne unije (EMU): Avstrija, Belgija, Ciper, Estonija, Finska, Francija (vključno s Francosko Gvajano in Svetim Petrom in Mihaelom), Grčija, Hrvaška, Irska, Italija, Latvija, Litva, Luksemburg, Malta, Nemčija, Nizozemska, Portugalska, Slovaška, Slovenija, in Španija. Poleg tega je denarna enota tudi v državicah Andora, San Marino, Vatikan in Monako, ki so pred uvedbo evra de facto, če že ne uradno, uporabljale denarne enote večjih sosednjih držav. Poleg tega je denarna enota tudi v Črni gori in Kosovu, in sicer brez sklenjenega ustreznega sporazuma z Evropsko skupnostjo, s čimer bi EU uradno sprejela uporabo evra na teh območjih. Gre za ravnanje, ki je posledica predhodne prakse – pred uvedbo evrske gotovine se je namreč na teh območjih kot de facto valuta uporabljala nemška marka. Če se bosta Črna gora in Kosovo kdajkoli želela priključiti evrskemu območju, bosta morala pred vstopom, tako kot vse ostale države članice evroobmočja, izpolniti vse zahtevane konvergenčne kriterije.
Evro uporablja kot zakonito plačilno sredstvo približno 330 milijonov ljudi. Območje držav z evrom predstavlja več kot 16,5 % svetovnega BDP in več kot 30 % svetovne trgovine (vključno s trgovino znotraj EU). 
Uradno je 1. januarja 1999 11 držav EMU (Grčija je pogoje izpolnila šele leto kasneje) evro uvedlo kot knjižni denar. Bankovci in kovanci so v obtok prišli 1. januarja 2002. Bankovci imajo enotno obliko, kovanci pa imajo sprednjo stran enako, medtem ko zadnjo stran vsaka članica oblikuje po svoje.
Velika Britanija in Danska sta si zagotovili možnost, da evra ne uvedeta, Švedska pa ima v skladu s pristopno pogodbo zavezo uvesti evro, ko bo za to izpolnila pogoje. Države članice, ki so se EU priključile v letih 2004 in 2007, so zavezane k prevzemu evra, vendar šele potem, ko izpolnijo konvergenčne kriterije. Doslej so evro uvedle Slovenija (leta 2007), Ciper in Malta (2008), Slovaška (2009) ter Estonija (2011). 1. januarja 2014 je evro uvedla Latvija, kot zadnja pa ga je 1. januarja 2023 uvedla Hrvaška.

## Administracija
Evro upravlja Evropska centralna banka (ECB) v Frankfurtu in Evrosistem (sestavljen iz centralnih bank držav iz evroobmočja). Kot neodvisna centralna banka, ima ECB nalogo, da vzpostavlja monetarno politiko. Evrosistem sodeluje pri tiskanju, kovanju in izdajo bankovcev in kovancev v vseh članicah, ter sodeluje pri operacijah plačilnih sistemov evroobmočja.

## Načini izdajanja bankovcev
Od 1. januarja 2002 nacionalne centralne banke (NCB) in ECB izdajajo eurobankovce na skupni osnovi.NCB evrosistema morajo sprejeti evrobankovce, ki jih dajo v obtok druge članice evrosistema, in teh bankovcev ni mogoče vrniti v domovino. ECB izda 8% celotne vrednosti bankovcev, ki jih je izdal evrosistem. V praksi bankovce ECB dajo v obtok NCB, s čimer nastanejo ustrezne obveznosti do ECB. Te obveznosti imajo obresti po glavni stopnji refinanciranja ECB. Preostalih 92% evrobankovcev izdajo NCB sorazmerno z njihovimi deleži kapitalskega ključa ECB, izračunano z uporabo enakovredno ponderiranega nacionalnega deleža prebivalstva Evropske unije (EU) in nacionalnega deleža BDP EU.

## Evro in euro
Finančni ministri Evropske unije so se na sestanku 10. septembra 2004 v Scheveningnu dogovorili, da se v finančnem prometu ne uporablja zapis valute, ki upošteva nacionalne jezikovne posebnosti (v slovenščini »evro«, v litvanščini »euras«, v latvijščini »eiro«, v madžarščini »euró« in v malteščini »ewro«), temveč enoten zapis »euro«. Izjemi sta Grčija in Ciper, ki ne uporabljata latinice in je dovoljen zapis »ευρώ«.

## Evrobankovci
| Vrednost | Dimenzije   | Barva       | Arhitektura                               | Obdobje                 | Položaj kratke kode                                      |
| -------- | ----------- | ----------- | ----------------------------------------- | ----------------------- | -------------------------------------------------------- |
| 5 €      | 120 x 62 mm | Siva        | Klasika                                   | do vključno 5. stoletja | 1 cm nad črko O pri napisu EURO                          |
| 10 €     | 127 x 67 mm | Rdeča       | Romanika                                  | 11. in 12. stoletje     | v zvezdi, na zgornji desni strani črke O pri napisu EURO |
| 20 €     | 133 x 72 mm | Modra       | Gotika                                    | 13. in 14. stoletje     | v najbolj levi zvezdi                                    |
| 50 €     | 140 x 77 mm | Oranžna     | Renesansa                                 | 15. in 16. stoletje     | nad hologramom                                           |
| 100 €    | 147 x 82 mm | Zelena      | Barok in rokoko                           | 17. in 18. stoletje     | prva beseda v besedilu med oknom in zvezdami             |
| 200 €    | 153 x 82 mm | Rumena      | Arhitektura železa in stekla, Art Nouveau | 19. in 20. stoletje     | na desni jugozahodne zvezde, natisnjeno pokončno         |
| 500 €    | 160 x 82 mm | Vijoličasta | Sodobna arhitektura 20. stoletja          | 20. in 21. stoletje     | v najbolj levi zvezdi                                    |

Evrobankovci so izdelani iz 100 % bombaža, zaradi česar imajo daljšo življenjsko dobo.
Bankovci za 500 € so bili odstranjeni.

## Uvedba evra v Sloveniji
Slovenija je evro uvedla 1. januarja 2007, po tem ko je izpolnila konvergenčne kriterije. Odločitev o vstopu Slovenije v območje evra pa so potrdile tudi evropske institucije ter države članice. Uvedba je potekala po načinu t. i. »velikega poka« - dvojni obtok evro gotovine in tolarjev je trajal 14 dni.
Dvojno označevanje cen se je pričelo 1. marca 2006 in je trajalo do 30. junija 2007. Do določitve tečaja menjave se je uporabljal centralni paritetni tečaj Banke Slovenije, po katerem je bil 1€ vreden 239,640 SIT. Tečaj zamenjave so določili 11. julija 2006, ostal pa je enak paritetnemu.